# 国立自然史博物館 (フランス)

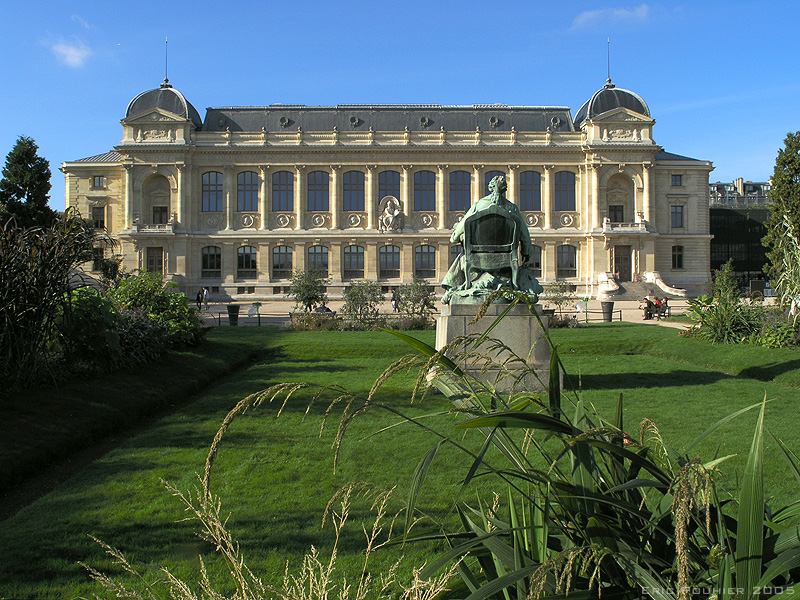
国立自然史博物館。

国立自然史博物館（こくりつしぜんしはくぶつかん、仏: le Muséum national d'histoire naturelle）は、フランスの文部省・研究省・環境省の共同監督下にある博物館。MNHNと略称されることがある。日本語として「国立自然誌博物館」という表記もある。

## 沿革
国立自然史博物館の起源は、1635年にフランス国王ルイ13世が創設し、王の侍医により監督運営された「王立薬草園」(Jardin royal des plantes médicinales)に溯る。1718年3月31日、ルイ15世の勅令によって医学的な機能は排除されて、自然史に集中することになったので、単に「王立植物園」(Jardin du Roi)として知られるようになった。
18世紀の大半（1739年 - 1788年）、指導的な啓蒙思想の博物学者の一人ジョルジュ＝ルイ・ルクレール・ド・ビュフォンの監督下にあって、王立庭園は国際的な名声と社会に対する信望を獲得した。特筆すべき功績としては、1749年から1768年にかけて全15巻からなる百科事典『博物誌』を刊行したことが挙げられる。フランス革命中の1793年6月10日、国民公会により国立自然史博物館が正式に発足し、王立庭園は自然史博物館に編入された。その後も一世紀にわたり活発な活動を続け、特に化学者ミシェル＝ウジェーヌ・シュヴルールの監督下にあって、科学的研究においてパリ大学と拮抗するようになった。
1891年12月12日の法令により国立自然史博物館は自然史に重点を置くよう戻された。1907年に財政的な自立を獲得した後、1934年にパリ動物園を、1937年に人類博物館を開館した。21世紀前半には人間による環境開発の影響を研究・教育することに力を注いでいる。

## 組織
国立自然史博物館の使命は、基礎及び応用双方の研究と、知識を一般に広めることにある。その組織は、7つの研究部門と、3つの教育部門とからなっている。その研究部門は、分類・進化部門、制御・発生・分子多様性部門、水環境・生物集団部門、生態学・生物多様性管理部門、地球史部門、人間・自然・社会部門、先史部門である。また教育部門は、パリ植物園内の陳列館、植物園及び動物園、そして人類博物館(Musée de l'Homme)である。
国立自然史博物館は、パリ第5区（最寄駅：パリメトロプラス・モンジュ駅）のパリ植物園内にある当初からのものの他、フランス全土に施設を有する。パリ植物園にある陳列館は、鉱物学・地質学陳列館、比較解剖学・古生物学陳列館、そして進化大陳列館(Grande Galerie de l'évolution)である。博物館所属の古くからある動物園(Ménagerie)もこの植物園内にある。

## 標本
収蔵数において本博物館を凌ぐのは、アメリカの国立自然史博物館とイギリスのロンドン自然史博物館の2館のみである。
- 鉱物標本：24万3000点
- 岩石標本：30万点
- 隕石：2000点
- 化石標本：200万点
- 陰花植物標本：700万点
- 顕花植物標本：800万点（模式標本45万点）
- 昆虫標本：1億5000万点
- 魚類・爬虫類：100万点
- 鳥類標本：20万点
- 哺乳類標本：15万点
- ヒト頭蓋骨：3万5000点
- 先史時代の遺物：100万点
- 民族誌学上の事物：30万点
- 植物（生態）：2万5000点
- 動物（生態）：5000点

## 立地と下部組織
人類博物館もパリ市内（第16区）にある（最寄駅：パリメトロトロカデロ駅）。そこには、遺物、化石その他の民族誌学及び自然人類学に関する展示がされている。
パリ第12区のヴァンセンヌの森にあるパリ動物園（ヴァンセンヌ動物園として知られている）と、セーヌ＝マリティーム県クレルにある中世荘園におけるクレル動物園との二つの動物園も、本博物館に所属する。

### その他の施設名
- ロカンクールにあるシャブルルー実験植物園
- 海洋博物館（ディナール海事試験場）
- コンカルノー海洋生物試験場
- オブテールにある高等技術動物園
- レゼジィにあるパトー洞窟遺跡博物館
- サモアンにあるジァシニア・アルプス園
- マントンにあるヴァルラメ外来植物園